# Herne Bay
Herne Bay este un oraș în comitatul Kent, regiunea South East, Anglia. Orașul se află în districtul Canterbury.